# كوستا دي روفيغو
كوستا دي روفيغو (بالإيطالية: Costa di Rovigo)‏ هي بلدية في مقاطعة رفيغة في منطقة فنيتة، شمال إيطاليا. تقع على بعد 60 كيلومترًا (37 ميلًا) جنوب غرب البندقية و7 كيلومترات (4 ميل) جنوب غرب رفيغة.